# 长岭镇 (庄河市)
长岭镇，是中华人民共和国辽宁省大連市庄河市下辖的一个乡镇级行政单位。

## 行政区划
长岭镇下辖以下地区：
洪昌村、长岭村、石佛村、双盛村、大华村、富贵村和广大村。